# HESA Saeqeh
Saeqeh (tiếng Ba Tư "tiếng sét", có thể phát âm là: Sa'eqeh; Saegheh), hay Saeqeh-80, là một loại máy bay tiêm kích một chỗ do Iran chế tạo. Đây là loại máy bay tiêm kích thế hệ thứ hai của loại Azarakhsh. Máy bay tiêm kích Saeqeh được thử nghiệm thành công tại Iran vào ngày 20 tháng 9-2007 và (giống như thế hệ đầu) xuất hiện với vài đặc điểm giống F-5E. Saeqeh là sản phẩm của sự hợp tác giữa Không quân Iran và Bộ quốc phòng Iran.

### Máy bay có cùng sự phát triển
- Northrop F-5
- HESA Azarakhsh

### Máy bay có tính năng tương đương
- F-20 Tigershark
- YF-17
- Nanchang Q-5

Bản mẫu:Iran Military
Bản mẫu:Iranian Aircraft
Bản mẫu:Weapons of Iran